# 兵庫県道437号東觜崎網干停車場線
兵庫県道437号東觜崎網干停車場線（ひょうごけんどう437ごう ひがしはしさきあぼしていしゃじょうせん）は、兵庫県たつの市から姫路市に至る一般県道である。

## 概要
たつの市神岡町東觜崎から姫路市網干区和久（わく）に至る。

### 路線データ
- 起点：たつの市神岡町東觜崎（觜崎橋東詰交差点、兵庫県道724号姫路新宮線交点）
- 終点：姫路市網干区和久（JR西日本山陽本線 網干駅南口、兵庫県道133号網干停車場新舞子線終点）
- 総延長：9.962 km

## 歴史
- 2024年（令和6年）3月31日 - 3月29日付兵庫県告示第321号により、終点を網干駅北口から網干駅南口に変更[1]。

## 路線状況

### 重複区間
- 兵庫県道5号姫路上郡線（たつの市龍野町島田・島田南交差点 - たつの市龍野町日飼・日飼交差点）
- 国道179号（たつの市龍野町富永・富永交差点 - たつの市龍野町堂本・堂本中交差点）
- 兵庫県道133号網干停車場新舞子線（姫路市網干区高田・高田交差点 - 姫路市網干区和久・JR山陽本線網干駅南口（終点））

### 道路施設

#### 橋梁
- 宮原橋（林田川、たつの市 - 揖保郡太子町）

## 地理

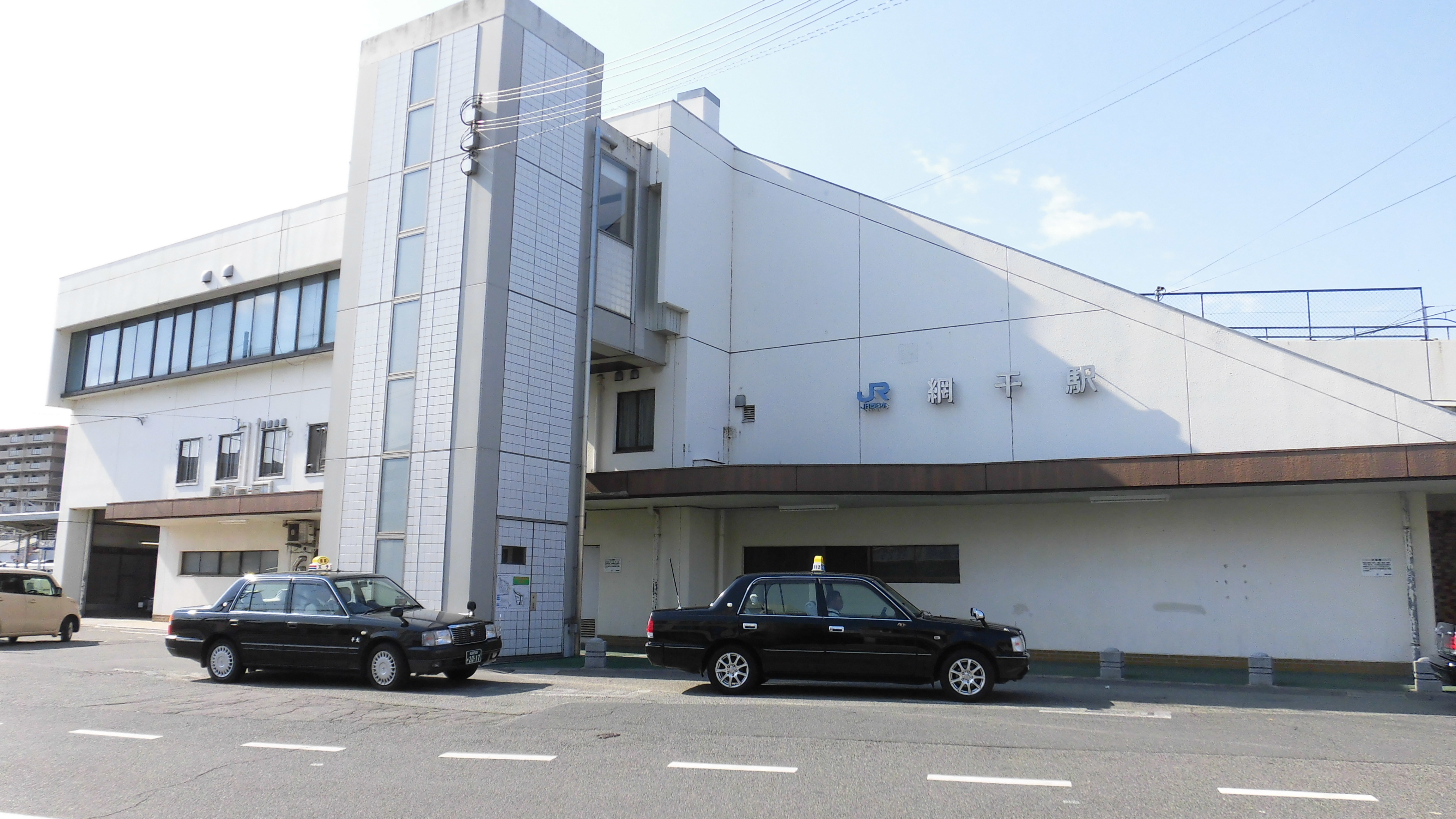
旧終点（JR網干駅北口）

### 通過する自治体
- たつの市
- 揖保郡太子町
- 姫路市

### 交差する道路
| 交差する道路                                                                     | 市町村名 | 交差する場所   | 交差する場所            |
| -------------------------------------------------------------------------------- | -------- | -------------- | ----------------------- |
| 兵庫県道724号姫路新宮線                                                          | たつの市 | 神岡町東觜崎   | 觜崎橋東詰交差点 / 起点 |
| 兵庫県道5号姫路上郡線 重複区間起点                                               | たつの市 | 龍野町島田     | 島田南交差点            |
| 兵庫県道5号姫路上郡線 重複区間終点                                               | たつの市 | 龍野町日飼（） | 日飼交差点              |
| 兵庫県道14号本竜野停車場線                                                       | たつの市 | 龍野町堂本     | 堂本交差点              |
| 国道179号 重複区間起点 兵庫県道29号網干たつの線                                  | たつの市 | 龍野町富永     | 富永交差点              |
| 国道179号 重複区間終点                                                           | たつの市 | 龍野町堂本     | 堂本中交差点            |
| 国道2号 / 太子竜野バイパス                                                       | たつの市 | 誉田町片吹     | 片吹ランプ              |
| 兵庫県道725号門前鵤線                                                            | たつの市 | 誉田町下沖     | 松原口交差点            |
| 兵庫県道27号太子御津線 重複区間起点                                              | 姫路市   | 網干区高田     |                         |
| 兵庫県道27号太子御津線 重複区間終点 兵庫県道133号網干停車場新舞子線 重複区間起点 | 姫路市   | 網干区高田     | 高田交差点              |
| 兵庫県道133号網干停車場新舞子線 重複区間終点                                     | 姫路市   | 網干区和久（） | 終点                    |

### 交差する鉄道
- 山陽新幹線
- 山陽本線

### 沿線
- JR西日本姫新線
  - 東觜崎駅 - 本竜野駅
- たつの市立龍野東中学校
- たつの市立小宅小学校
- JR西日本山陽本線 網干駅